# Henry McMahon
Arthur Henry McMahon (28 november 1862 - 29 december 1949) was een Brits diplomaat en militair.
Hij werd bekend als de ontwerper van de McMahon-linie die de grens bepaalde tussen Tibet en Brits-Indië die hij overeenkwam tijdens de Simla-conventie in 1914. Verder diende hij als high commissioner voor het Gemenebest van Naties in Egypte van 1915 tot 1917, waar op dat moment de Arabische opstand gaande was.
Sir Arthur Henry McMahon had de rang van luitenant-kolonel en werd onderscheiden met de Orde van Sint-Michaël en Sint-George, Koninklijke Orde van Victoria, Orde van het Indische Keizerrijk en de Orde van de Ster van Indië.

## Militaire loopbaan
- Lieutenant: 1880
- Captain: 1897
- Major: juli 1901
- Lieutenant Colonel: 1909

## Onderscheidingen
- Ridder Grootkruis in de Koninklijke Orde van Victoria
- Ridder Grootkruis in de Orde van Sint-Michaël en Sint-George
- Ridder Commandeur in de Orde van het Indische Keizerrijk in 1906
  - Lid in de Orde van het Indische Keizerrijk in 1884
- Lid in de Orde van de Ster van Indië in 1897
- Ridder van Gratie in de Orde van Sint-Jan
- Ridder van Justitie in de Orde van Sint-Jan in 1925
- Hoogste Orde van de Renaissance, 1e klasse in 1920